# Curare

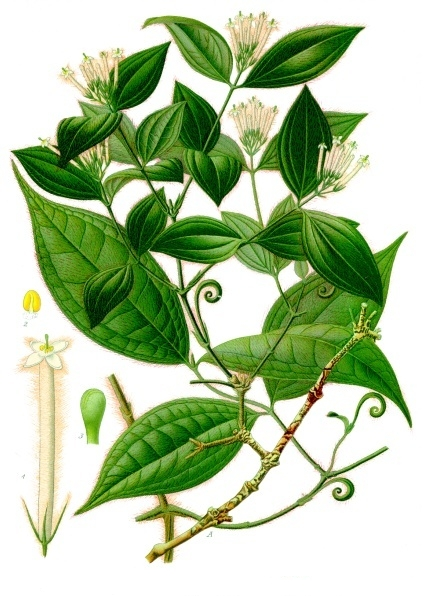
Strychnos toxifera, Koehler 1887

Curare ist eine Sammelbezeichnung für verschiedene alkaloidhaltige Substanzen aus Brechnuss-Arten und Mondsamengewächsen, die von der indigenen Bevölkerung Südamerikas als muskelrelaxierendes Pfeilgift für die Jagd genutzt werden. Hergestellt wird Curare aus eingedickten Extrakten von Rinden und Blättern verschiedener südamerikanischer Lianenarten, wobei die Rezepturen der einzelnen Volksgruppen unterschiedlich sind. Nach den Aufbewahrungsformen der Gifte werden sie in Tubo-Curare, Topf-Curare und Calebassen-Curare unterteilt.

## Unterarten

### Tubocurare
Tubocurare wird aus der Rinde der Art Chondrodendron tomentosum sowie verschiedener anderer Arten der Mondsamengewächse (Menispermaceae) gewonnen. Diese Form des Curares wird vor allem von den Ureinwohnern Guayanas und des oberen Amazonasbeckens hergestellt. Die Bezeichnung Tubocurare oder Tubencurare leitet sich von der Aufbewahrung des flüssigen Curares in Bambusrohren (spanisch tubo) ab. Die Hauptkomponente ist das Bisbenzylisochinolinalkaloid Tubocurarin, das, 1942 von dem kanadischen Arzt Harold Randall Griffith (1894–1985) und der kanadischen Ärztin G. Enid Johnson (1909–2001) empfohlen, früher zur Erzielung einer Muskelerschlaffung bei chirurgischen Eingriffen auch in der Anästhesie Verwendung fand, heute jedoch durch die Verfügbarkeit neuerer Substanzen mit günstigeren Wirkprofilen obsolet ist.
Im Curarealkaloid Tubocurare sind weitere Bisbenzylisochinolinalkaloide enthalten, wie zum Beispiel (−)-Curin, Chondocurarin und (+)-Chondocurin.

Tubocurarin
Curin
Chondocurarin
Chondocurin

### Calebassencurare
Calebassencurare – gelegentlich auch Kalebassen-Curare geschrieben – wird vor allem aus Arten der Gattung der Brechnüsse (Strychnos) gewonnen, insbesondere Strychnos toxifera. Aufbewahrt wird es in kleinen ausgehöhlten flaschenförmigen Kürbissen (spanisch calabaza). Gegenüber dem Topf- und Tubocurare gelten die Kalebassencurare als hoch toxisch.
Es enthält verschiedene Strychnosalkaloide. Das Hauptalkaloid ist das Toxiferin I, welches als Muskelrelaxans bei medizinischen Operationen benutzt wird. Daneben enthält es 40 weitere Alkaloide.  Weitere Vertreter sind zum Beispiel C-Dihydrotoxiferin, C-Curarin I und C-Calebassin.

C-Dihydrotoxiferin
C-Curarin
C-Calebassin

### Topfcurare
Topf- und Tubocurare ähneln einander und sind weniger toxisch.  Topfcurare ist typisch für die indigenen Völker des Orinocobeckens. Aufbewahrt wird das Gift, seinem Namen entsprechend, in kleinen Tontöpfen. Die Hauptvertreter sind Tubocurarin und Curarin.

## Wirkung
Curare ist ein kompetitiver Antagonist nikotinischer Acetylcholinrezeptoren. Es fungiert als Antagonist des Acetylcholins: Es besetzt die Bindungsstellen am Acetylcholinrezeptor, ohne diesen Rezeptor zu aktivieren. Eine Aktivierung durch den eigentlichen Agonisten des Rezeptors, das Acetylcholin selbst, kann somit nicht mehr stattfinden. Acetylcholin ist der Neurotransmitter an der neuromuskulären Endplatte, der Synapse zwischen motorischen Nerven und Skelettmuskeln. Deswegen bewirkt Curare eine schlaffe Muskellähmung. Zum Tode führt letzten Endes der Atemstillstand durch Lähmung der Atemmuskulatur. Das zentrale Nervensystem bleibt weitgehend intakt, auch der Herzmuskel ist nicht betroffen. Zur Therapie des neuromuskulären Blocks muss der Patient ausreichend beatmet werden, bis die Giftwirkung nachlässt. Alternativ lässt sich durch Einsatz eines Cholinesterase-Inhibitors (Pyridostigmin, Neostigmin) der Acetylcholinspiegel erhöhen und damit das Curare von der motorischen Endplatte verdrängen.
Curare wirkt bei Aufnahme über die Blutbahn tödlich, nicht aber über den Verdauungstrakt. Der Genuss der mit dem Pfeilgift erlegten Beute ist daher ungefährlich.
In der Anästhesie wurde Tubocurarinhydrochlorid als stabilisierendes (nicht depolarisierendes) Muskelrelaxans eingesetzt. Dies ist nach der Hypnose, Analgesie und Amnesie die vierte Komponente einer Narkose. Tubocurarin bewirkt auch eine Histaminfreisetzung mit Konstriktion der Bronchien und Blutdruckabfall. Aufgrund dieser sehr ungünstigen Nebenwirkungen finden in der modernen Anästhesie als nicht-depolarisierende Muskelrelaxantia heutzutage stattdessen Nachfolgesubstanzen wie Mivacurium (kurze HWZ), Pancuronium (lange HWZ), Vecuronium (mittlere HWZ), Cisatracurium, Alcuroniumchlorid oder Rocuronium Verwendung, die ein günstigeres Wirkprofil aufweisen. Ihr Wirkmechanismus ist jedoch prinzipiell der gleiche. Die Anwendung geringer Dosen nicht-depolarisierender Relaxantien vor Verabreichung depolarisierender Relaxantien (derzeit klinisch nur Succinylcholin) nennt man Präcurarisierung, einem mittlerweile weitgehend vom „Priming“ und „Timing“ abgelösten Verfahren. Ziel ist die Vermeidung von Faszikulationen durch die Depolarisation der Muskelfasern.
Curare ähnelt in seiner Wirkung dem Coniin des Gefleckten Schierlings. Andere Acetylcholinrezeptorblocker sind das Nicotin des Tabaks, Anatoxin A einiger Cyanobakterien, Cytisin des Goldregens, Epibatidin der Baumsteigerfrösche und Arecolin der Betelnüsse. Diese Toxine fungieren, im Unterschied zu Curare, jedoch primär als Aktivator am nikotinischen Acetylcholinrezeptor, führen also zu einem Reiz und können dadurch Krämpfe hervorrufen, bevor eine physiologisch bedingte Inaktivierung des Rezeptors (und somit eine Rezeptorblockade) folgt und der curare-ähnliche, muskelrelaxierende Effekt auftritt.

## Geschichte

### Entdeckung des Gifts durch die Europäer
Bereits die Conquistadoren beschrieben die tödlichen Giftpfeile der südamerikanischen Einwohner, deren Gift innerhalb kurzer Zeit das Muskelsystem des Getroffenen lähmte. So beschrieb der Dominikaner Gaspar de Carvajal, wie auf einer 1541 in Quito gestarteten Expedition auf dem Amazonas auf der Suche nach dem sagenhaften Eldorado zwei spanische Söldner von Giftpfeilen getroffen wurden und qualvoll starben. Spätestens 1516 hatte der von der Entdeckung der Neuen Welt berichtende italienische Chronist Pietro Martire d’Anghiera mit Skorpionstacheln bestückte Pfeile, aber auch ein aus bestimmten Baumsäften zubereitetes Pfeilgift erwähnt, wobei es sich um Curare gehandelt haben könnte. Das traditionelle Jagdgift ist beim Verzehr nicht schädlich, da es über den Magen-Darm-Trakt nur in unerheblicher Menge ins Blut der Menschen gelangt und so keine giftige Wirkung erzielen kann. Sein Gebrauch war in Südamerika weit verbreitet, wobei Rezeptur und Zubereitungsweise nach Region und Volksgruppe unterschiedlich waren.
Curare wurde erstmals vom französischen Chemiker und Geographen Charles Marie de La Condamine beschrieben. La Condamine nahm an einer am 16. Mai 1735 gestarteten Expedition zum Äquator teil. Ziel der Expedition waren eigentlich Meridianmessungen. La Condamine sammelte darüber hinaus jedoch Informationen über die Rohstoffe der durchquerten Länder und die Bräuche der dort lebenden Einwohner. Unter anderem gelangten vergiftete Pfeile in seinen Besitz. Er schrieb über die von den Ticunas verwendete Substanz:

„Dieses Gift ist ein Extrakt, der aus dem Saft verschiedener Pflanzen, insbesonderer bestimmter Lianen, hergestellt wird. Man versichert, dass das bei den Ticunas verwendete Gift mehr als 30 Sorten an Kraut oder Wurzeln enthält. Es ist unter den verschiedenen Arten, die entlang des Amazonas bekannt sind, das am meisten geschätzte. Die Indigenen stellen es immer auf die gleiche Weise her und folgen dabei genau der Rezeptur, die ihnen von ihren Vorfahren überliefert ist …“

Alexander von Humboldt beschrieb 1804 in seinem Reisebericht von der Station Esmeralda am Orinoco detailliert, wie das Curaregift von einem Indianer bzw. Medizinmann aus der frisch gesammelten Pflanze Mavacure über die Prozesse Eindampfen und Filtrieren gewonnen wurde. Humboldt und sein Begleiter Aimé Bonpland wurden dabei aufgefordert, von dem Saft zu kosten und sich von der Bitterkeit des Stoffes zu überzeugen.
Der französische Ethnologe Claude Lévi-Strauss beschrieb in seinem Reisebericht Traurige Tropen die Zubereitung des Giftes bei den brasilianischen Nambikwara:

„Für ihre Pfeile bereiten sie Curare, indem sie aus der roten Haut bestimmter Strychnos-Wurzeln ein Gebräu herstellen, das sie so lange über dem Feuer verdampfen lassen, bis die Mischung eine teigige Konsistenz erlangt hat; […]“

Eine genaue Beschreibung der Verwendung durch die Indianer des brasilianischen Urwalds stammt ebenfalls von Lévi-Strauss:

„Die Männer jagen mit großen Bogen aus Palmholz und Pfeilen, von denen es mehrere Arten gibt: die einen, die für die Vogeljagd bestimmt sind, haben eine stumpfe Spitze, damit sie nicht in den Ästen steckenbleiben: die Pfeile für den Fischfang sind länger, haben keine Fiederung und enden in drei bis fünf auseinanderstrebenden Spitzen; die vergifteten Pfeile schließlich, deren in Curare getauchte Spitze durch einen Bambusbehälter geschützt wird, sind dem mittleren Wild vorbehalten, während diejenigen für das Großwild – Jaguar oder Tapir – eine lanzenförmige Spitze haben, die aus einem großen Bambussplitter besteht und eine Blutung erzeugt, denn die Giftdosis eines einzigen Pfeils würde nicht ausreichen, das Tier zu töten […]“

### Medizingeschichte
Zu den Ersten, die in Europa mit Curare experimentierten, gehörte der französische Wissenschaftler Claude Bernard, der auch den Sammelbegriff „Curare“ 1857 eingeführt hat. An Experimenten mit Fröschen zeigte Bernard 1856, dass das Gift die Erregungsübertragung an neuro-muskulären Synapsen blockiert. Damit unterbleibt die Erregung des Muskels. Die Aufhebung der Curare-Wirkung durch Physostigmin wurde um 1900 durch den Wiener Arzt Jakob Pál entdeckt. Der Chirurg Arthur Läwen, ein Schüler von Heinrich Braun in Leipzig, hatte, nachdem er zunächst Versuche an Ratten und Meerschweinchen durchgeführt hat und 1908 sowohl in örtlicher Betäubung als auch in Allgemeinnarkose mit Curare eine Muskelentspannung erzielen konnte, 1912 „Curarin“ als zweiprozentige Lösung, zur Verfügung gestellt von dem Pharmakologen Rudolf Boehm, in geringer Dosierung zur Ergänzung der Äthernarkose bei Operationen benutzt und stellte dabei eine Bauchdeckenentspannung beim Wundverschluss fest. Medizinische Verwendung fand das D-Tubocurarin, ein Alkaloid der Mondsamengewächse, das zur Ruhigstellung der Muskulatur der inneren Organe verwendet wurde.
In die medizinische Praxis eingeführt wurde Curare, nachdem es in ausreichender Menge und Reinheit verfügbar war und sich die endotracheale Intubation zur Narkose durchgesetzt hatte, 1942 in Montreal (Kanada) durch Harold R. Griffith (1894–1985) und G. Enid Johnson (1909–2001) in Kombination mit Cyclopropan; woraufhin es mit deren Empfehlung zur Verbreitung der damit revolutionierten Narkosepraxis zunächst in den USA, Kanada und Großbritannien führte. 1947 demonstrierte im Rahmen einer Vortrags- und Demonstrationsreise US-amerikanischer Ärzte nach Österreich der junge Anästhesieprofessor Stuart Cullen die Intubationsnarkose und die Verwendung von Curare. Eine der ersten Anwendungen zur Intubationsnarkose in Deutschland erfolgte 1952 am Würzburger Juliusspital während der Amtszeit des Chirurgen Ludwig Makowsky.